# Distro (música)
El modelo de distribuidora editorial independiente, comúnmente llamado distro o sello, es un sistema de autoproducción principalmente musical y literaria. Con el fin de crear productos a bajo precio con unos beneficios de subsistencia, y que permita mantener una independencia creativa e ideológica de sus creadores o promotores. No está enfocada precisamente en que produzca ingresos para vivir de ello, sino ingresos para continuar la labor de promoción a manera de hobbie; sin embargo también puede ser el primer paso para luego crear un microempresa editorial y de eventos, de mayor calidad. 

## Funcionamiento
Las distros también se les llama sellos porque a menudo realizan tanto la producción de material como la venta de este, de esta forma se pagan la producción de sus materiales. Funcionan a través de la venta por correo o la venta directa en eventos y conciertos, y a menudo se ha practicado el trueque de material entre colectivos y distribuidoras. Los aficionados a estos estilos de música o a planteamientos políticos, intercambian discos, fotos, panfletos, zines y fanzines.
En el rango musical, con estos ingresos suelen producir a bandas nuevas o independientes, pagándoles la distro una fracción importante de la elaboración del material discográfico que luego las mismas distros venden y distribuyen obteniendo ingresos (la banda no tiene que devolver ese costo); el beneficio para la banda se evidencia en que si el distribuidor ha logrado hacer popular al grupo musical, conllevará a que tengan conciertos y se hagan conocidos haciendo así llegar su mensaje y/o ganar algo de dinero. 

## Cultura alternativa
En algunos países, reciben el nombre de distros los colectivos o individuos bajo un pseudónimo, que dedican tiempo y medios a la venta de material editorial y merchandising relacionado con el movimiento punk o de algún otro movimiento cultural alternativo o subcultura. Sin embargo no tiene que estar relacionado con ninguna subcultura, ya que lo puede realizar cualquier persona que quiera publicar obras propias y no tenga recursos abundantes para hacerlos, tal es el caso de pensadores independientes, escritores políticos, etc.